# Sept-Communes

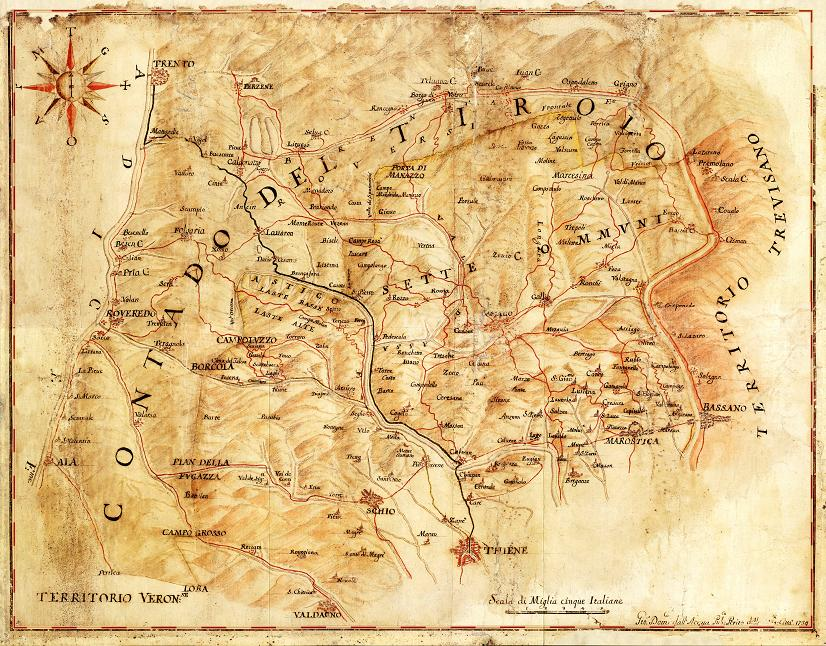
Le territoire des Sept-Communes (carte duXVIIe siècle.

Les Sept-Communes (en cimbre : Siben Komoin ; en allemand : Sieben Gemeinden ; en italien : Sette Comuni ; en vénitien : Sete Comuni) sont un groupe de sept municipalités de la province de Vicence en Vénétie qui avaient pour langue maternelle le cimbre, une langue germanique.
Ces sept communes sont :
- Asiago (en cimbre : Sleghe/Schlège, en allemand : Schlägen)
- Gallio (Gell(e)/Ghel, Gelle)
- Roana (Robàan, Rovan ou Rain)
- Foza (Vüsche/Vütsche/Fütze)
- Enego (Ghenebe/Jenève, Jeneve)
- Rotzo (Rotz, Ross)
- Lusiana (Lusaan, Lusian)

## Histoire
Ces communes se regroupèrent en 1259, après la chute d'Ezzelino III da Romano, et se constituèrent formellement en république en 1310 sous le nom de Fédération des Sept-Communes (Spettabile Reggenza dei Sette Comuni) avec pour chef-lieu Asiago. En 1387, la fédération passa sous la protection des Visconti de Milan, mais comme ceux-ci ne respectaient pas son autonomie, elle décida en 1404 de changer d'allégeance en faveur de Venise. 
Cette situation dura quatre siècles jusqu'à la chute de la république de Venise en 1797. Les statuts de la fédération furent définitivement abolis en 1807 quand elle fut intégrée au royaume d'Italie.
Pendant la Première Guerre mondiale, le haut plateau se trouve à proximité immédiate de la ligne de front après l'entrée en guerre de l'Italie.

## Géographie
Les Sept-Communes sont situées sur un haut plateau au nord-ouest de Vicence appelé Altopiano dei Sette Comuni.
Le territoire des Sept-Communes s'étend sur 473,5 km2, mais la région géographique, comprise entre la rivière Astico (it) et le Brenta, s'étend sur 878,3 km2, et comprend d'autres entités administratives et subdivisions géographiques dont le Val di Sella, la piana di Vezzena (it) et une partie de la Marcesina (it) dans le Trentin, et les collines des Préalpes vicentines. Les altitudes de la région s'échelonnent entre 87  et   2 341 m. Le haut plateau des Sept-Communes, au sens strict, occupe 560,1 km2, pour une altitude moyenne de 1 317 m.
Le massif dans lequel s'inscrit le haut plateau a presque une forme carrée, faisant 25 km d'est en ouest sur 30 km dans l'orientation nord-sud, et est délimité par de grandes falaises. Il se trouve au milieu des Préalpes vicentines. Le haut plateau, au sens strict, est formé de deux structures, une zone centrale d'une altitude médiane de l'ordre de 1 000 m et au nord un second haut plateau ceinturé de sommets s'élevant jusqu'à 2 300 m. Le point culminant est la Cima Dodici (en italien : Cima XII), qui sépare le haut plateau du Val di Sella. Au Sud, le haut plateau est délimité par une série de collines qui bordent la plaine du Pô.
Les deux principaux sentiers qui permettaient d'accéder au plateau avant l'ouverture de routes s'appellent l'Asstal et le Menador, ce dernier débouchant à Centa San Nicolò.